# Ристо Лозаноски
 Тази статия е за художника.  За агронома вижте Ристо Лозановски.  
Ристо Лозаноски (на македонска литературна норма: Ристо Лозаноски) е художник и педагог от Социалистическа република Македония.

## Биография
Роден е на 5 март 1923 година в демирхисарското село Големо Илино, тогава в Кралството на сърби, хървати и словенци. През Втората световна война участва в комунистическата съпротива. След войната в 1951 година завършва Художествената академия в Белград. Член е художествените групи „Денес“ и „Мугри“. Представител е на фигуративното и абстрактното изкуство.
На 7 октомври 1988 година е избран за дописен член на МАНИ, а на 29 юни 1996 година за редовен.
Умира на 13 май 1965 година в Белград.